# 三光寺 (和歌山市)
三光寺（さんこうじ）は、 和歌山県和歌山市吹上にある西山浄土宗の寺院である。
文亀2年（1502年）福生大徳より創建された。当時は真言宗の寺院だったが、途中から西山浄土宗に転派された。創建時は和歌山市宇治の前島に建立され、その後元寺町に移り、寛永17年（1640年）に徳川頼宣の命により、現在の寺町に移築された。
和歌山西国三十三箇所第3番札所となっている。